# Onuphis rullieriana
Onuphis rullieriana är en ringmaskart som först beskrevs av Amouroux 1977.  Onuphis rullieriana ingår i släktet Onuphis och familjen Onuphidae. Arten har ej påträffats i Sverige. Inga underarter finns listade i Catalogue of Life.